# Kirchensteuer

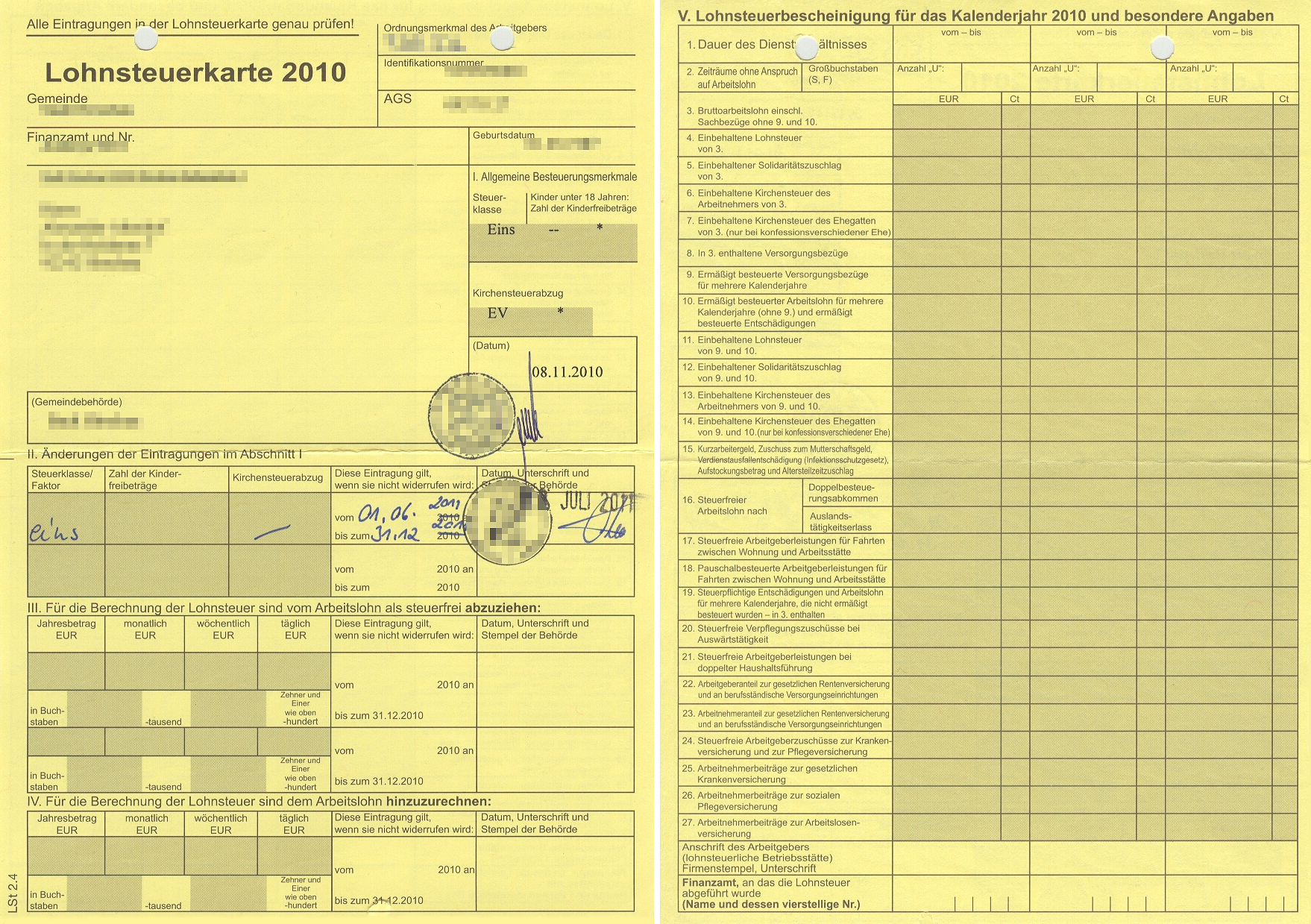
Ancienne carte fiscale d'une personne protestante jusqu'en juin 2011 (« Kirchensteuerabzug: EV ») et sans religion à partir du mois suivant (modifié à la main sous II).

La Kirchensteuer (litt. « impôt d'église », en Suisse romande « impôt ecclésiastique » est dans les pays germaniques (Allemagne, Autriche et Suisse) la taxe prélevée directement sur les salaires au même titre que les impôts et destinée au financement des églises, ayant ainsi le caractère de collecte religieuse gouvernementale.
Son montant varie selon le Land de résidence. L'appartenance à une église fait partie des données communiquées électroniquement à l'employeur (précédemment indiquée sur la carte fiscale (Lohnsteuerkarte)).
En France, les impôts destinés à financer les églises n'existent plus depuis la Révolution de 1789, à l'exception notable de l'Alsace-Moselle où pour les trois départements concernés, si les citoyens ne sont pas imposés, le personnel ecclésiastique des religions catholique, protestante et juive est rémunéré dans le cadre du Concordat napoléonien et où d'autres confessions peuvent recevoir des subsides des pouvoirs publics.